# ヘルツェゴヴィナ蜂起 (1875年-1877年)
ヘルツェゴビナ蜂起（ヘルツェゴビナほうき、セルビア語: Херцеговачки устанак）は、キリスト教徒のセルビア人がオスマン帝国に対して起こした反乱で、まずヘルツェゴビナを中心に、そこからボスニア、ラシュカに波及した。1875年の夏に勃発し、一部の地域では1878年初めまで続いた。1876年のブルガリアの蜂起に続き、セルビア・トルコ戦争（1876年-1878年）とも重なり、これらはすべて大東方危機（1875年-1878年）の一部であった。
蜂起は、ボスニアのオスマン帝国の属州 (vilayet) のベイとアガーの下での過酷な扱いによって引き起こされた — オスマン帝国のスルタン、アブデュルメジト1世によって発表された改革で、キリスト教徒の新しい権利、徴兵の新しい基盤、および終焉を含むボスニアの強力な土地所有者は、非常に嫌われている徴税システムに対して抵抗するか、無視した。彼らはしばしばキリスト教徒に対してより抑圧的な手段に訴えた。キリスト教徒の農民の税負担は絶えず増加した。
反乱軍はモンテネグロとセルビアの両公国から武器と志願兵を援助され、これらの政府は最終的に1876年6月18日にオスマン帝国に共同宣戦し、セルビア・オスマン戦争（1876年-1878年）、モンテネグロ・オスマン戦争（1876年-1878年）、さらに露土戦争（1877年-1878年）と大東方危機のきっかけを作った。これらの反乱や戦争の結果、1878年にベルリン会議が開かれ、モンテネグロとセルビアは独立し領土を拡大したが、オーストリア・ハンガリーはボスニア・ヘルツェゴビナを実質的なオスマン帝国領として残しつつも30年間占領していた。

## 背景
19世紀初頭、バルカン半島の大部分はオスマン帝国の支配下にあった。4世紀にわたってオスマン帝国の支配下にあったセルビア人やギリシア人のキリスト教勢力が立ち上がり、1804年-1817年のセルビア蜂起や1821年-1829年のギリシャ独立戦争によって自治権を獲得し、セルビア公国やギリシャ共和国の建国に成功した。オスマン帝国の中央権力の弱体化は、パズヴァントール、アリー・パシャ、グラダシュチェヴィッチ（1831年-32年にボスニアのベイの反乱を主導）、ムハンマド・アリーに見られる分離主義の地方領主（パシャ）にも表れていた。オスマン帝国のスルタンマフムト2世は、1826年の改革で、問題の多いイェニチェリ兵を廃止することに成功した。しかし1830年代以降、オスマン帝国はヨーロッパの多くの人々にとって崩壊寸前であると思われた。
オスマン帝国のボスニア・ヴィライエトでは、前世紀にキリスト教徒とイスラム教徒からなる納税下層民（レーヤ）が厳しい経済状況を経験した。ボスニアン・ムスリムのベイが農民の年間収穫量の半分を徴収することもあったし、キリスト教農民が負担する農産物や家畜にかかるさまざまな税金も徴収されていた。さらに、税農民（mütesellim）は残りの収穫物に対して追加税を課した。1874年の不作と農民の窮状、そして汎スラブ主義、汎セルビア主義という外的影響、さらに南スラブの土地に対するオーストリアの願望が、その後の反乱の主要な原因であった。
この地域におけるその他の注目すべきセルビア農民の反乱は、ヘルツェゴビナ蜂起（1852年-1862年）とペシヤの最初の反乱（1858年）である。

## 準備

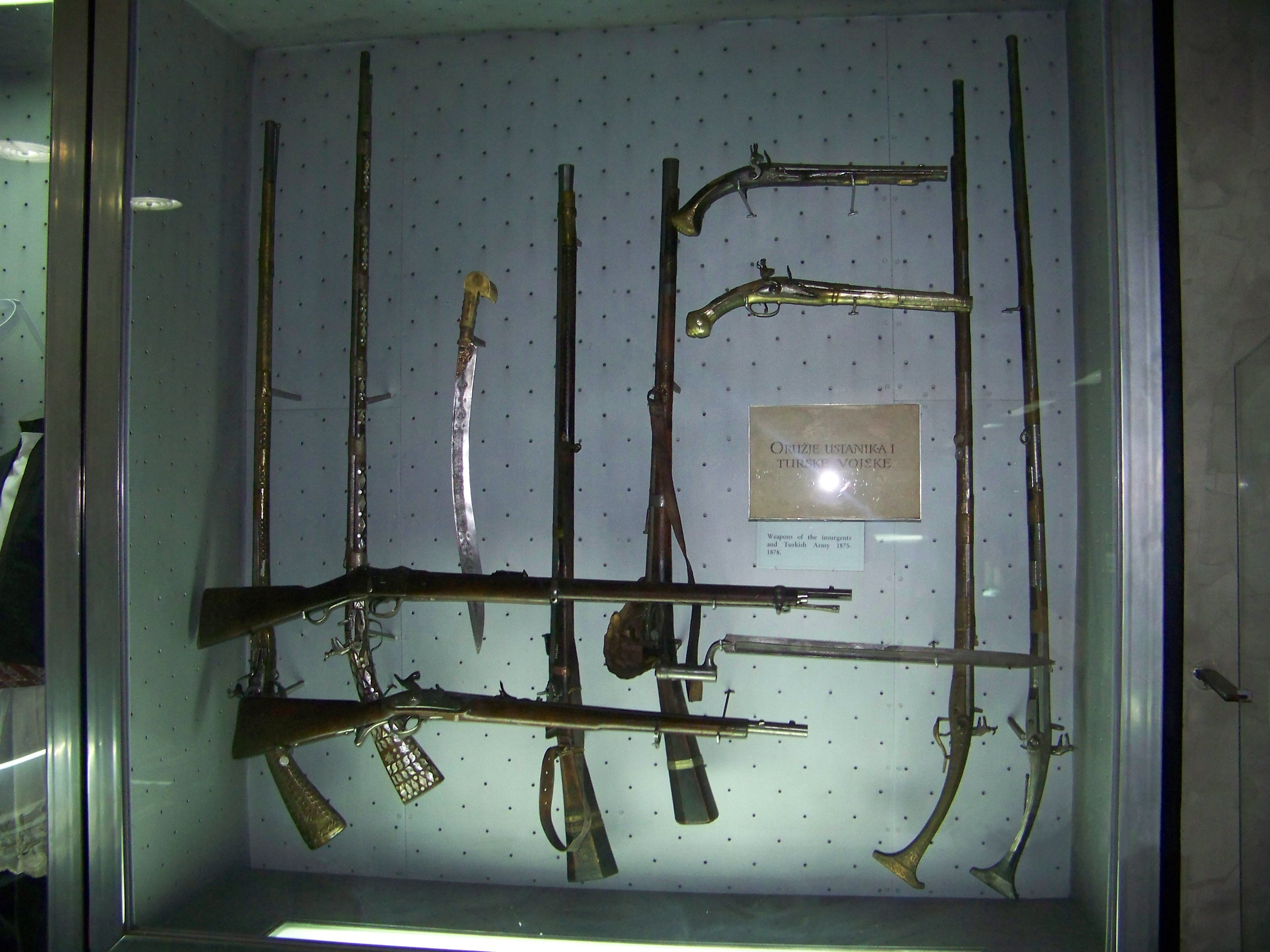
蜂起したときの武器。

### ヘルツェゴビナで
ヘルツェゴビナの人々のセルビア人指導者、ヨヴァン・グティッチ、シムン・ゼチェヴィッチ、イリヤ・ステヴァノヴィッチ、トリヴコ・グルバチッチ、プロダン・ルパル、ペタル・ラドヴィッチは、1874年8月末から9月初めにかけて会合し、反乱の準備を開始することを決定した。彼らは武器や弾薬を収集し、安全な場所を確立し始めました。蜂起はモンテネグロの支援を受けて、1875 年の春に始まることになっていました。グループはモンテネグロの支配者ニコラ・I・ペトロヴィッチとの会談に入ったが、彼はオスマン帝国との戦争でロシアの準備ができていないことを破って危険にさらすことを望まなかった.準備は続き、ビレッチャとトレビニエ地域では、トドル・ムジチッチ、グリゴル・ミリチェビッチ、ヴァシリ・スヴォルカン、サヴァ・ヤクシッチがこれらの地域での反乱を率いた。ラザール・ソチカは旧ヘルツェゴビナでピヴァ族を率いていました。
オスマン帝国はニコラ 1 世との会談を聞き、1874 年の冬にモンテネグロに逃亡した首謀者を捕まえようとしました。 1875年、ボスニア・ヘルツェゴビナに関心を持つオーストリアが引き込まれ、首謀者に恩赦を与えるようオスマン帝国に求めた。オスマン帝国はオーストリアとの協議に入ることに同意した。

### ボスニアで
準備の開始はヘルツェゴビナよりやや遅く、2つの地域の行動を調整することはできなかった。準備には、Vaso Vidović、Simo and Jovo Bilbija、Spasoje BabićとVaso Pelagićが参加した。計画は、まずKozara; ProsaraとMotajicaの村の解放から始まり、通信を攻撃し、Sava川の都市を封鎖し、後にBanja Lukaを占領することでした。蜂起の開始は1875年8月18日に想定されていた。オスマン帝国がプリイェドルの司祭を投獄したため、民衆はさらに圧力を受け、8月15日にドヴォリステ、チトルカ、ペトリニエ、バチュヴァニ、ポブルジャニ、タヴィジャの村人がドヴォリステでトルコ軍に襲い掛かった。この蜂起は広く飛び火し、蜂起の指導者はOstoja Kormanošに選ばれました。

## ヘルツェゴビナでの蜂起

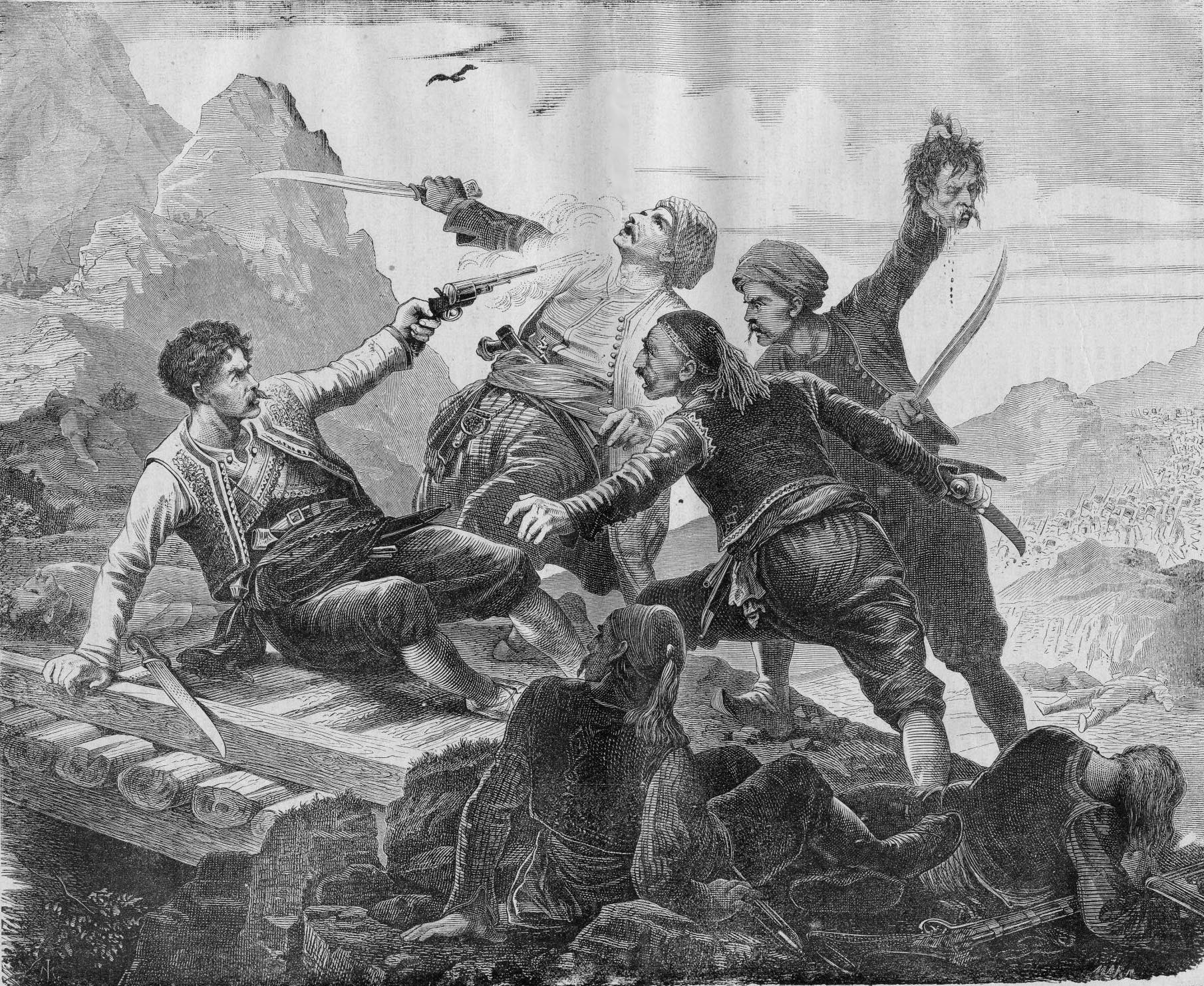
ヴォイヴォーダ・トリフコの死

### ガベラ
ガベラ地域のカトリック教徒は、当時のトルコでの厳しい生活環境に苦しんでいた。ガベラ地区の反乱は1875年6月19日に始まったとする歴史家もいれば、ノエル・マルコムによると1875年7月3日に始まったとする歴史家もいる。1875年7月9日、サラエボのイギリス領事ウィリアム・ホームズは、反乱者の「一団」がクルパ川にかかる橋とメトコヴィッチとモスタル間の道路を封鎖したことを報告した。トレビニェには約2000人のカトリックと正教会の参加者が集まり、イワン・ムジッチ師を蜂起の指導者に選びました。当時のボスニア・ヘルツェゴビナ総督Dervish Pashaは、カトリックと正教会の両方が反乱に参加したと主張している。タイムズ』紙のヘルツェゴビナ特派員ウィリアム・ジェームズ・スティルマンは、ヘルツェゴビナでの暴力は「オーストリアの介入を予期したポポヴォとガベラの間のカトリック住民」の反乱として始まり、当時のカトリックが「反乱に最も熱狂した」とも観測している。まもなくボスニア北部で新たな紛争が勃発し、多くの人々がクロアチアやモンテネグロに逃れた。1876年末には、ボスニア・ヘルツェゴビナからの難民は10万人からおそらく25万人にのぼったという。リチャード・C・ホールによれば、15万人がクロアチアに逃れたという。

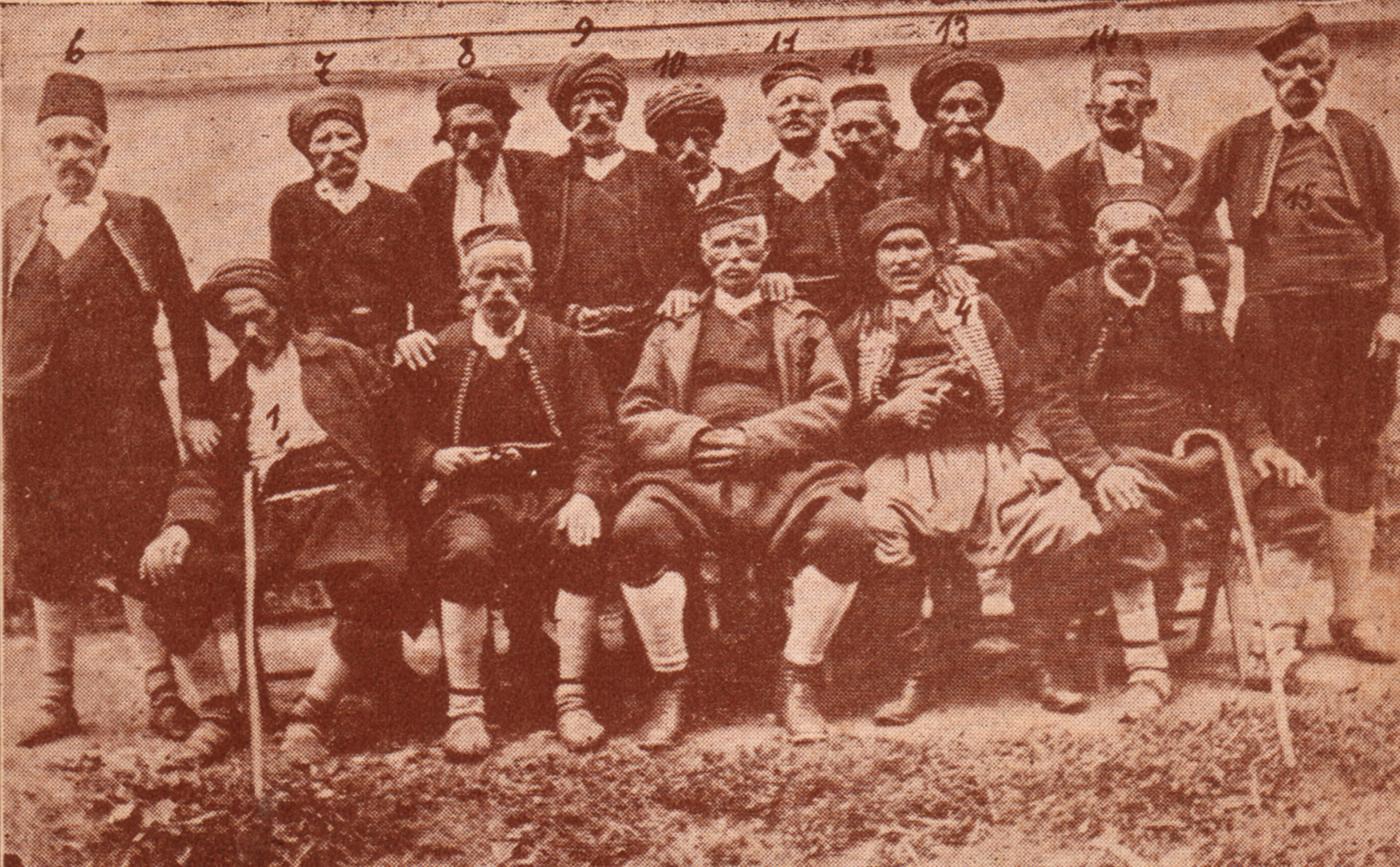
長老（1875）。

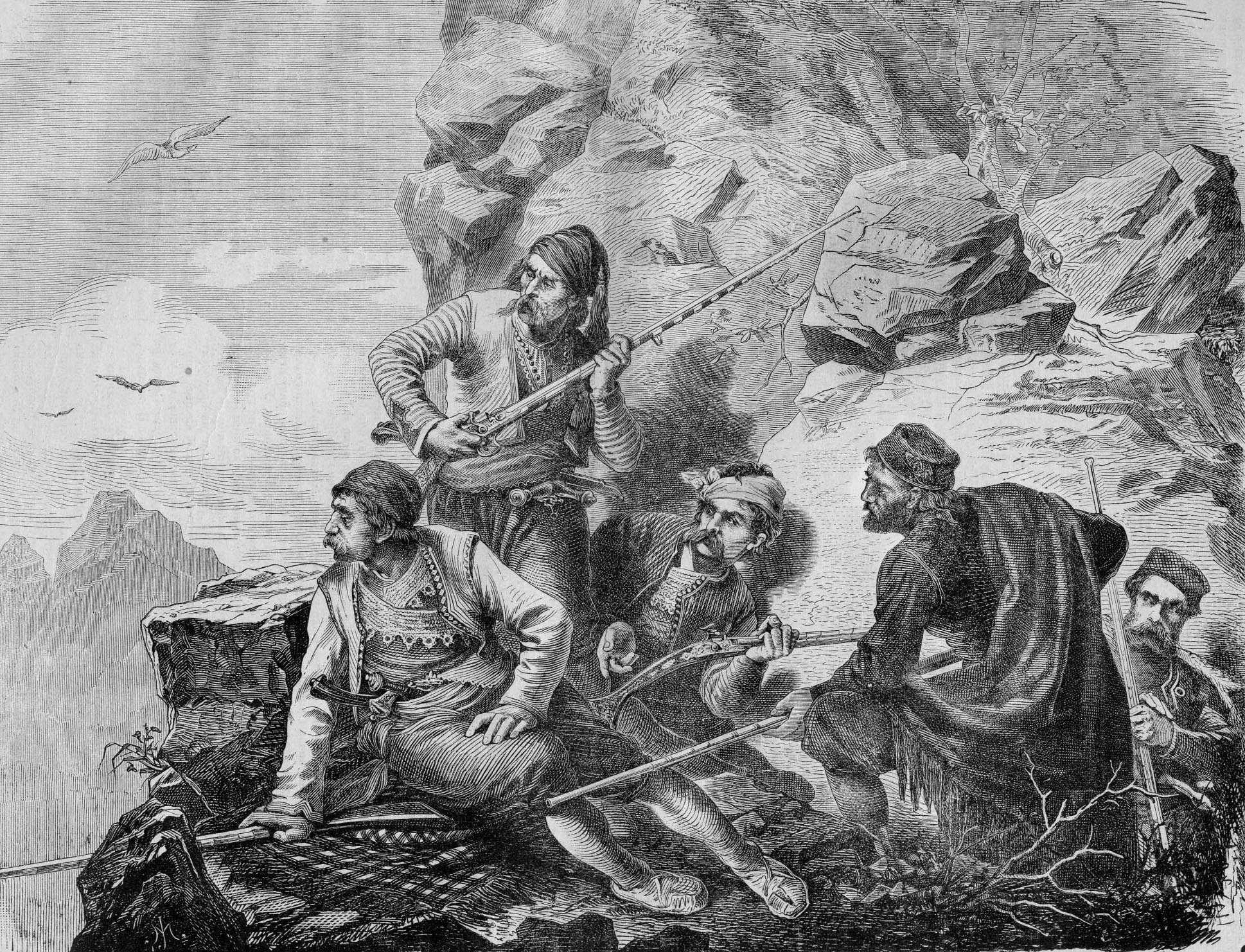
待ち伏せ中のヘルツェゴビナ人、1875年。

1875年に戻った指導者たちは、反乱の計画を続け、ネベシニェ地域の解放を計画し、その後、ヘルツェゴビナの残りの地域へと拡大した。一方、トルコ人は7月5日にビシニ山でキャラバンを襲撃したペラ・トゥングズの行方を追っていた。7月9日、トルコ人はクレコヴィの北にあるグラダックの丘でヨバン・グティッチの武装した村民と衝突した。この衝突はセルビア語で「Nevesinjska puška」（「Nevesinje rifle」）と呼ばれ、ヘルツェゴビナ全土における反乱の始まりとなったのです。まず、Nevesinje、Bileća、Stolacが参加し、8月には、Gackoとモンテネグロへの境界線が参加しました。50〜300人のバンド（četa）と500〜2,000人の分隊が集まり、オスマン帝国の国境ポストやベイ・タワーを攻撃した。
オスマン帝国は、モスタル、トレビニェ、ニクシッ チ、フォチャ、および国境地帯に、合計1,800人の兵員を擁 する4つの正規軍大隊と、より多くのバシュボズクを州 内全域に配置していた。オスマン帝国軍はセリム・パシャ（Selim-paša） が指揮し、ボスニア・ヴィライエトの指揮官であるダ ーヴィッシュ・パシャ（Derviš-paša）の下に置かれ、オスマ ン帝国軍は、ボスニア・ヴィライエトの指揮下に置かれまし た。反乱の勃発後、トルコ側は援軍が到着するまでの間、交渉を開始して時間を稼ごうとした。反乱軍は税金の引き下げを要求したが、トルコ側はこれを拒否し、戦闘が続いた。8月にはボスニアから4,000人のニザミ人が到着し、さらに4個大隊がトレビンエのクレクを経由して海路で到着した。反乱軍は7月から8月にかけて、大部分の国境基地を破壊し、8月5日にはトレビニェを包囲していた。トルコ軍は8月30日までにトレビニェを奪還した。8月末にはボスニアで戦闘が起こり、セルビアとモンテネグロが援助を約束し、反乱の激化に拍車をかけた。
ニコラ公はペタル・ヴコティッチを派遣し、ペコ・パヴロヴィッチの指揮のもと、多数のモンテネグロ人義勇軍が到着した。セルビア政府は国際的な圧力からあえて公的に支援せず、1852年から1862年の反乱に参加したミーチョ・リュビブラティッチらを密かに派遣した。モンテネグロ政府代表とセルビア政府代表の意見の相違から、反乱軍同士の争いが起こり、蜂起は失敗に終わった。

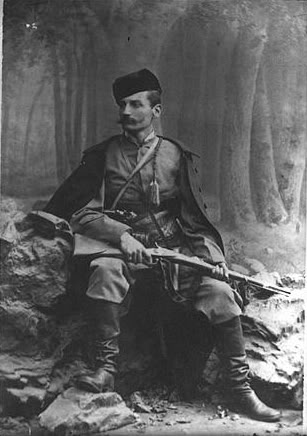
ピーター王子は蜂起の間、ムルコンジッチという姓を使用しました。

多くのヨーロッパ人は、キリスト教徒 (主にイタリア人、元ガリバルディナ人) に対するイスラム教徒の支配を打倒するという考えで蜂起に参加しました。 

## ボスニアでの蜂起

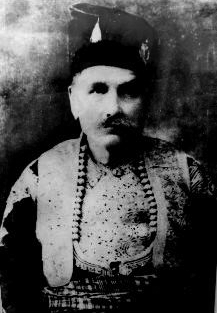
ゴラブ・バビッチ。

Herr Fritz によれば、セルビア人の反政府勢力は「非常に多く、場合によっては十分に武装しており」、次の部隊と部隊に分けられた
- 有名なゴラブ・バビッチ、マリンコビッチ、シモ・ダビドビッチ、ポップ・カラン、トリフコ・アメリッチの指導の下、西ボスニアのリソヴァツとグルメチ。セルビア人大佐のミレタ・デスポトヴィッチが最高指導者となり、散在する部隊から 8 個大隊を編成した。
- 東ボスニアのヴチャク。
- PastirevoとKozaraは北ボスニアにあり、Marko Djenadija、Ostoja、Spasojević、Marko Bajalica、 hegumen Hadzić 、Pop-Stevo が率いるバンドです。ノヴィからそれほど遠くないブレゾヴァツの新しいキャンプは、オストヤ・ヴォイノヴィッチによって開催されました。チョルコヴァツのカラジョルジェヴィッチのかつての収容所は、イリヤ・セヴィッチが所有していました。

ボスニアの反政府勢力の目的は、オスマン軍がセルビアの西側のフロンティアであるドリナにこれ以上集中するのを防ぐことでした。ボスニアで組織的に組織化された暴動は不可能だったので、反乱軍は「トルコ人」(イスラム教徒)を追跡し、彼らの町に追い返しました。バンドは、亡命者が森の中に隠れ、武装していない男性、女性、子供を安全な行動でオーストリアまたはセルビアの国境に到達するように保護し、支援しました。 
1877年にこの地域を旅したマッケンジーとアービーによると、普通のキリスト教徒の状態は深刻で、逃亡者の数は1877年1月までに国境全体で200,000人を超えた
南ボスニアの反政府勢力は、現在デスポトヴィッチの指揮下にあるイスラム教徒の地域を、オーストリアのフロンティアと、クレン・ヴァクフ、クリュチ、グラモチのオスマン帝国の要塞の間で一掃しました。 
1877年8月、ボスニアの15歳から70歳までのすべてのイスラム教徒に戦闘命令が出されたが、すでに54の大隊があり、それぞれが400人から700人であった。

## 余波

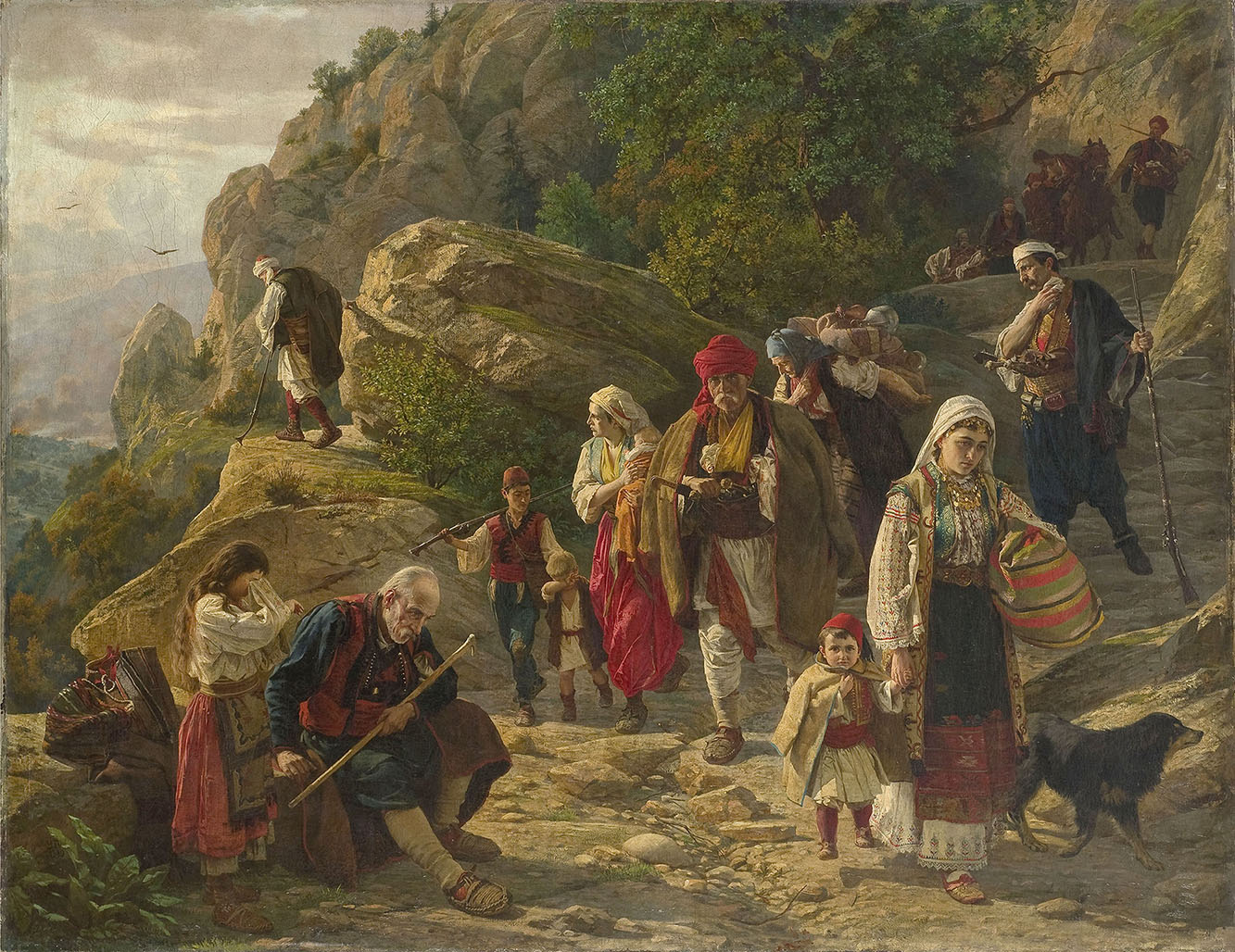
「ヘルツェゴビナからの難民」、1889 年にウロシュ・プレディッチが描いた絵。

この蜂起は、「東方問題」の再燃である「東方大危機」の出発点であった。この騒動はオスマン帝国の他のバルカン諸州のキリスト教徒にも急速に広がり（特にブルガリアでは4月蜂起）、後に「東方大危機」と呼ばれることになる。オスマン帝国はバルカン半島の暴動を鎮圧するため、1877-78年の露土戦争に突入し、トルコは敗北、1878年3月にサンステファノ条約、同年7月にベルリン条約が締結され、オスマン帝国の領土とヨーロッパにおける勢力は大きく縮小された。ベルリン会議では、ボスニア・ヘルツェゴビナは名目上トルコの統治下にありながら、オーストリア・ハンガリーの統治下に置かれることが決定された。オーストリア・ハンガリーは1908年にボスニア・ヘルツェゴビナを併合した。この占領と併合はセルビア人を激怒させ、ボスニアのセルビア人民族主義者ガヴリロ・プリンチプによるオーストリア大公フランツ・フェルディナント暗殺（サラエボ事件）のきっかけになった。

## 遺産
ネベシニェの自治体には、反乱を象徴する 2 つのライフルを備えた紋章があります。 Republika Srpskaの政府は、Nevesinje 自治体と共に、毎年反乱の記念日を組織しています。 
1963年、ネヴェシニェの反乱に関するジカ・ミトロヴィッチによるユーゴスラビア映画が公開され、セルビア語ではНевесињска пушка 、英語ではサンダーリング・マウンテンズと題された。 
ネヴェシニエ出身のコミックアーティスト、ヨヴァン・ブラティッチ（1974年生まれ）は、ヘルツェゴビナ蜂起を題材にした漫画シリーズ「Nevesinjska puška」を制作、2008年に第1部を、第2部「Nevesinjska puška 2: Bitka na Vučjem dolu」を発表しています。
歴史家エディン・ラドゥシッチによれば、「ミロラド・エクメチッチは、国内の歴史学において蜂起に関連する幅広い問題の解釈において主要な言葉を与え、1960年代にはヴァソ・チュブリロビッチから蜂起の主要な解釈者としての地位を引き継ぎ、それ以来、このテーマの枠組みを扱う他の歴史家たちに最大の影響を与えた」のだそうだ。また、「エクメチッチは、最近の著作では、19世紀の蜂起の動機を第二次世界大戦からの反乱運動や20世紀末からのボスニア・ヘルツェゴビナの暴力と公然と結びつけ、1875-1878年の蜂起に重要なエピソードの一つを持つ長期の出現としての宗教戦争というテーゼで政治的関与を強めた」とも述べている。
- ヘルツェゴビナ ヴィライェット
- 1878年のボスニア・ヘルツェゴビナでのオーストリア・ハンガリーのキャンペーン